# Schlumbergera kautskyi
Schlumbergera kautskyi är en kaktusväxtart som först beskrevs av Horobin och Mcmillan, och fick sitt nu gällande namn av Nigel Paul Taylor. Schlumbergera kautskyi ingår i släktet Schlumbergera och familjen kaktusväxter. Inga underarter finns listade i Catalogue of Life.